# الشناسي (بعدان)

تعديل مصدري - تعديل

الشناسي محلة تابعة لقرية السبل، التابعة لعزلة الحيث بمديرية بعدان إحدى مديريات محافظة إب في الجمهورية اليمنية، بلغ تعداد سكانها 107 حسب تعداد اليمن لعام 2004.